# Driftwood (Pensilvânia)
Driftwood é um distrito localizado no estado norte-americano de Pensilvânia, no Condado de Cameron.

## Demografia
Segundo o censo norte-americano de 2000, a sua população era de 103 habitantes.
Em 2006, foi estimada uma população de 94, um decréscimo de 9 (-8.7%).

## Geografia
De acordo com o United States Census Bureau tem uma área de
4,8 km², dos quais 4,6 km² cobertos por terra e 0,2 km² cobertos por água. Driftwood localiza-se a aproximadamente 249 m acima do nível do mar.

## Localidades na vizinhança
O diagrama seguinte representa as localidades num raio de 36 km ao redor de Driftwood.